# V-161
Миноносец V-161 — эскадренный миноносец (по официальной классификации — большой миноносец), состоявший на вооружении Военно-морского флота Германии в период Первой мировой войны. Строился по программе 1907 года.

## Энергетическая установка
На корабле в качестве ГЭУ была установлена паротурбинная ЭУ мощностью 14 800 л. с., состоящая из 2 турбин и 4 военно-морских угольных котлов. Максимальный запас топлива составлял 166 тонн угля.

## Вооружение
Миноносец вооружался 2х1 88-мм орудиями. Торпедное вооружение состояло из 3 450-мм торпедных аппаратов.

## Список миноносцев типа
| Название | Дата закладки | Дата спуска на воду | Дата вступления в состав флота | Примечания |
| -------- | ------------- | ------------------- | ------------------------------ | ---------- |
| V-161    | 1907          | 21 апреля 1908      | 17 сентября 1908               |            |